# Peter Love
Peter Love (né au XVIe siècle) est un pirate anglais du XVIIe siècle qui serait né à Lewes, dans le Sussex. Il est le capitaine du Priam et installe pendant quelque temps son repaire sur l’île de Lewis, dans l’archipel des Hébrides extérieures, en Écosse. Il y rencontre Neil MacLeod, un hors-la-loi hébridéen avec qui il conclut une alliance. Sa brillante carrière de pirate s’achève quand Neil MacLeod le trahit et le livre aux autorités écossaises. Love et plusieurs de ses hommes sont jugés coupables de piraterie et sont pendus en 1610. Neil MacLeod ne survivra pas longtemps à Love puisque, trois ans plus tard, il sera lui aussi trahi, par un membre de sa famille, Rory Mor MacLeod de Harris et Dunvegan. Il sera jugé coupable de haute trahison puis exécuté.
En 2025 la compagnie de spectacle de son et lumières orionis géré par Prysm’orion, a décidé de créer un spectacle prenant pour personnage principal Peter Love.
Le spectacle reprend le personnage de Peter Love et son bateau pour créer un spectacle fictif.
Peter Love décide avec l’aide de son équipage de capturer blanche de la passelière et de la relâcher en échange d’une rançon mais malheureusement ce plan mènera à la perte de son bateau, le Priam. Il décide donc avec l’équipage de créer un cabaret délirant nommer le kraken ivre pour racheter le Priam.
Sauf que mauvaise nouvelle Becky la boiteuse une fille de joie annonce à Peter qu’il est le père de son fils, comment Love va géré ça… est ce que cette expérience va peut être le changer à tout jamais…
un spectacle drôle, familial et émouvant, qui plaira à tout le monde.

## Biographie

### Origines
Peter Love serait né Lewes, Sussex, en Angleterre, au XVIe siècle.

### Alliance avec Neil MacLeod
D’après l’historien William Cook Mackenzie, Love, aux commandes du Priam, échappe de peu à la capture au large des côtes irlandaises et jette l’ancre près de l’île Great Bernera, dans le Loch Ròg, près de l’île de Lewis. Le Priam est alors rempli de marchandises, transportant notamment de la cannelle, du gingembre, du poivre, des cochenilles (utilisées pour préparer des colorants), du sucre, 700 tissus et peaux en provenance d’Inde, 29 assiettes en argent provenant d’un navire anglais, une boîte contenant diverses pierres précieuses de grande valeur provenant d’un navire hollandais, ainsi qu’un grand nombre de mousquets.
À cette période, un hors-la-loi hébridéen est établi dans cette région. Il s’agit de Neil MacLeod, fils de Old Ruari, le dernier chef du clan MacLeod de Lewis,. Depuis plusieurs années, MacLeod se bat contre les forces cherchant à envahir l’île de Lewis. Au début du XVIIe siècle, les aventuriers de Fife (Gentleman Adventurers of Fife ou Fife Adventurers) ont tenté, en vain, de coloniser l’île. Puis Kenneth Mackenzie de Kintail reçoit du gouvernement une commission of fire and sword lui donnant le droit et la mission de prendre possession de l’île par la force. Il y parvient, mais Neil MacLeod, suivi par un certain nombre de partisans, se réfugie sur la petite île de Bearasaigh, dans le Loch Ròg, où ils installent un camp fortifié.
Rapidement, Love et Neil MacLeod concluent une alliance. Love installe son repaire à proximité et reprend la mer. Il capture un navire écossais, provenant des Lowlands, appartenant à Thomas Fleming (Ritchieson) d’Anstruther, qu’il fait prisonnier. Il capture également un navire flamand, dont cinq membres d’équipage (quatre Hollandais et un Écossais) sont transférés afin de servir d’esclaves et remplacés par cinq hommes de Love. Ce navire sera plus tard victime du mauvais temps et forcé de s’échouer sur une côte de l’archipel des Shetland.
D’après l’historien William Cook Mackenzie, une source mentionne que Love et Neil MacLeod deviennent des amis proches au point que Love aurait été sur le point d’épouser la fille de Torquil Blair MacLeod, qui serait la tante de Neil MacLeod. Toutefois, William Cook Mackenzie note qu’il y a une erreur, étant donné que Torquil est un prénom masculin, et suggère que Torquil aurait pu être un fils illégitime de Old Ruari, le dernier chef du clan MacLeod de Lewis. Plus tard, l’historien Alec Morrison dira que c’est en fait Neil MacLeod qui aurait épousé la fille de Torquil Blair MacLeod,.

### Les trahisons
Malgré leur alliance et leur amitié apparente, Neil MacLeod trahit Love et décide de le capturer, afin de le livrer aux autorités et espérant ainsi obtenir une amnistie. Neil MacLeod passe à l’action pendant un banquet qui tourne alors à l’affrontement au cours duquel plusieurs pirates sont tués. Neil MacLeod  parvient finalement à capturer Love et le Priam. Les quatre Hollandais qui avaient été forcés à l’esclavage sont libérés et envoyés à l’île de Lewis ; l’Ecossais, lui, est fait prisonnier par Neil MacLeod, qui attend alors les instructions du Conseil privé d’Écosse.
L’argent détenu à bord du Priam, vraisemblablement en grande quantité, est réparti entre Neil MacLeod et ses hommes, en utilisant le casque de Donald Cam Macaulay, l’un des pirates, pour diviser le butin en parts égales. Pourtant, le rapport officiel sur la capture du Priam ne mentionne pas d’argent à bord. En effet, si les épices et les cochenilles intéressent peu Neil MacLeod et ses hommes, l’argent les intéresse beaucoup. Il s’agit probablement d’une raison supplémentaire qui a poussé Neil MacLeod à trahir Love. Ainsi, Neil MacLeod espère obtenir deux choses en capturant Love : une belle fortune et l’amnistie.
Neil MacLeod envoie alors un messager pour informer le Conseil privé d’Écosse. Dans sa version des événements, il insiste particulièrement sur le fait qu’il n’était pas personnellement présent lors de la capture de Love et du Priam. En procédant de cette manière, il souhaite éviter d’être tenu responsable dans le cas où les autorités découvriraient qu’il manque une partie de la cargaison, notamment par le biais des aveux de Love. Toutefois, il y a de fortes chances que tout ce qui aurait pu être utile à Neil MacLeod et ses hommes ait disparu du Priam lorsqu’il est finalement remis à l’envoyé du Conseil privé d’Écosse, Patrick Grieve. Dans sa lettre, Neil MacLeod affirme tout de même qu’il a livré le Priam avec toute sa cargaison exactement comme il l’a capturé.
Love et neuf de ses hommes sont également remis Patrick Grieve. Ils sont ensuite transférés et jugés à d’Édimbourg le 8 décembre 1610. Le récit de leur procès détaille que, en plus du capitaine Love, originaire du Sussex en Angleterre, il y a quatre anglais (Johnne Cokis, Williame Hollane, Anthony Colenis et Abraham Mathie), deux Gallois (Dauid Howart et Nicolas Phillopes) et un Écossais (Jasperd Staffur). Les deux autres hommes ont apparemment succombé à leur blessure avant le procès. Ils sont tous jugés coupables et pendus sur la plage de Leith, au nord d’Édimbourg,.
Neil MacLeod ne survivra pas longtemps à Love. Il est chassé de la petite île de Bearasaigh où il avait établi son camp fortifié. Il fuit vers Harris, espérant obtenir la protection d’un membre de sa famille, Rory Mor MacLeod de Harris et Dunvegan. Celui-ci lui promet alors de l’emmener à Londres, où Neil MacLeod espère obtenir une amnistie. Le 2 mars 1613, Rory Mor MacLeod de Harris et Dunvegan arrive à Glasgow en compagnie de Neil MacLeod et de son fils Donald, qu’il livre au Conseil privé d’Écosse. Il exécutait en fait une commission ordonnée par le roi le 4 mai 1610, qui lui avait en échange accordé une amnistie de toutes ses méfaits passés. Donald MacLeod est rapidement relâché, mais banni d’Écosse. Il réapparaîtra cependant rapidement à Lewis.
Le 30 mars 1613, Neil MacLeod est jugé à Édimbourg. Il plaide coupable, il est jugé coupable de haute trahison et est condamné à la pendaison. Il est ensuite décapité et sa tête est exposée à l’entrée du port de Nether Bow, à Édimbourg.